# Renato Bruson

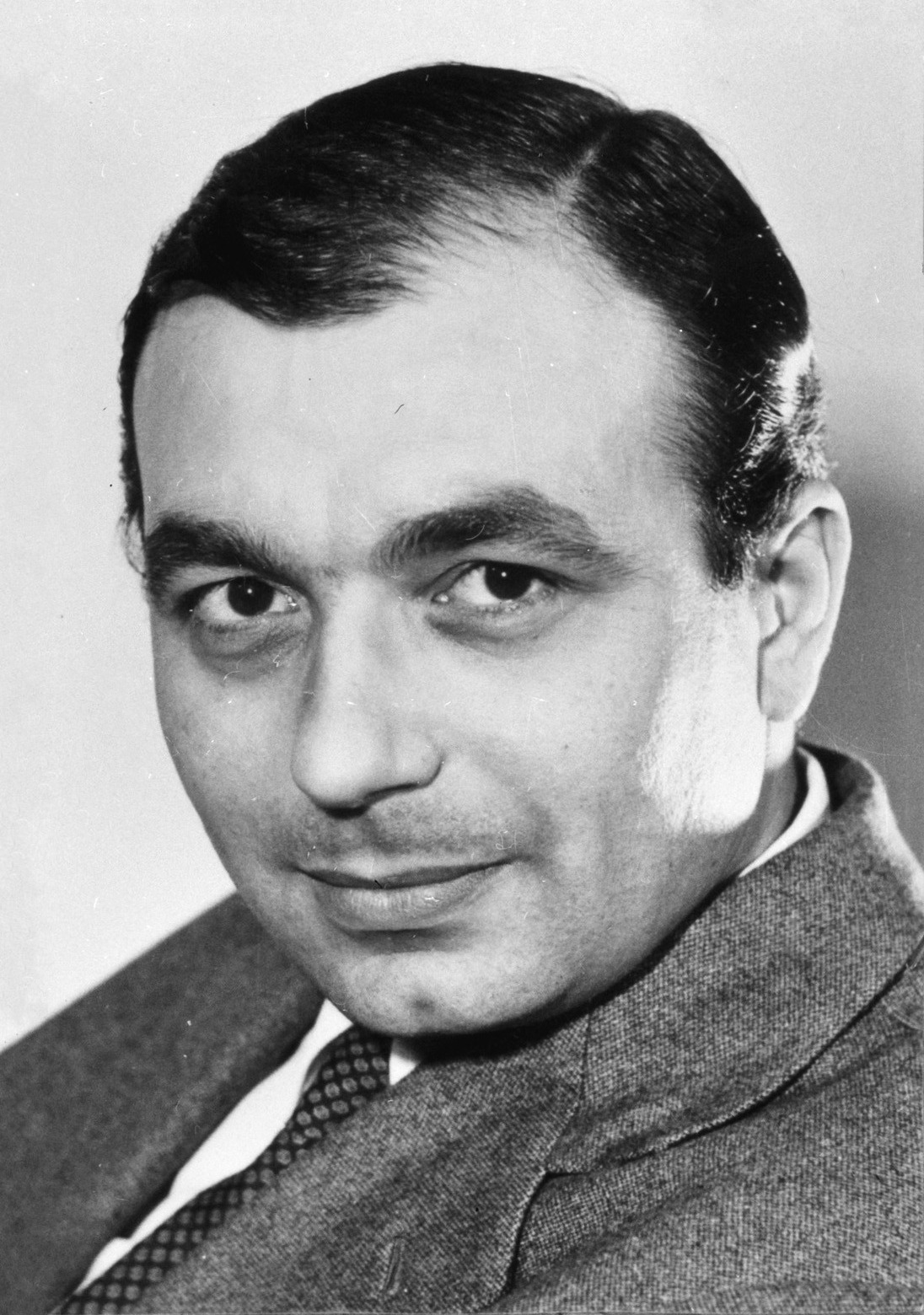
Renato Bruson

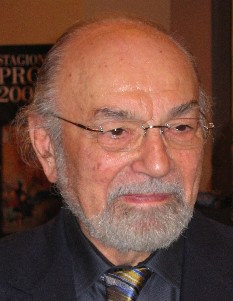

Renato Bruson (Este cerca de Padua, 13 de enero de 1936) es un famoso barítono italiano, considerado gran barítono verdiano y supremo estilista se ha destacado principalmente como Rigoletto, Macbeth, Renato, Simón Boccanegra, Stiffelio, Falstaff, Alfio y Germont de La Traviata.

## Trayectoria
Después de estudiar canto en Padua, debutó en Spoleto en 1961 con el papel del Conde de Luna. 
Debutó en 1968 en el Metropolitan Opera de Nueva York, donde ha cantado Trovatore, Lucia di Lammermoor y Don Carlo.
Debutó en Inglaterra en 1972 en el Festival de Edimburgo. Desde 1972 ha cantado regularmente en La Scala donde debutó en Linda di Chamounix de Donizetti.
Debutó en Covent Garden en 1975, reemplazando a Piero Cappuccilli en Atila e interpretando el rol de Renato en Un baile de máscaras y como Macbeth junto a Renata Scotto dirigidos por Riccardo Muti. Con Macbeth se presentó en la Wiener Staatsoper en 1978.
En el Teatro Colón de Buenos Aires donde cantó I due Foscari de Verdi en 1979, Belisario de Donizetti y Otello en 1981 junto a Plácido Domingo y Teresa Zylis Gara. Regresó al Colón en 1982 para Caterina Cornaro y en 2001 como Falstaff.
Ha cantado en todos los grandes teatros del mundo y su interpretación de Germont en La Traviata sigue despertando admiración aún en su madurez en una carrera que se extiende por más de cuatro décadas.
Especialista en el repertorio verdiano y donizettiano, ha interpretado las óperas más infrecuentes de este último autor. 
Es uno de los más genuinos representantes de la escuela italiana belcantista. Dotado de un fraseo elegante y expresivo, de una voz oscura y una notable presencia escénica.
Bruson es considerado uno de los mayores intérpretes de nuestro tiempo y fue condecorado por el gobierno italiano como Cavalieri di Gran Croce OMRI.
Es Caballero de la Orden de Malta y Kammersänger de la Opera de Viena.

## Discografía de referencia
- Donizetti: Lucia Di Lammermoor / Rescigno
- Giordano: Andrea Chénier / Bartoletti
- Mascagni: Cavalleria rusticana / Pretre (DVD)
- Ponchielli: La Gioconda / Sinopoli
- Puccini: Tosca / Levine
- Saint-Saëns: Samson et Dalila / Barenboim
- Verdi: La Traviata / Muti
- Verdi: La Traviata / Bonfadelli (DVD)
- Verdi La Traviata / Conlon (DVD)
- Verdi: Falstaff / Giulini
- Verdi: Don Carlos / Abbado
- Verdi: Ernani / Muti
- Verdi: Luisa Miller / Maazel
- Verdi: Nabucco / Muti
- Verdi: Rigoletto / Sinopoli
- Verdi: Rigoletto / Muti
- Verdi: Macbeth / Sinopoli (CD y DVD)
- Verdi: Un Ballo in maschera / Solti
- Wolf-Ferrari: Il Segreto di Susanna / Pritchard